# کینگ ادوارد پوینت

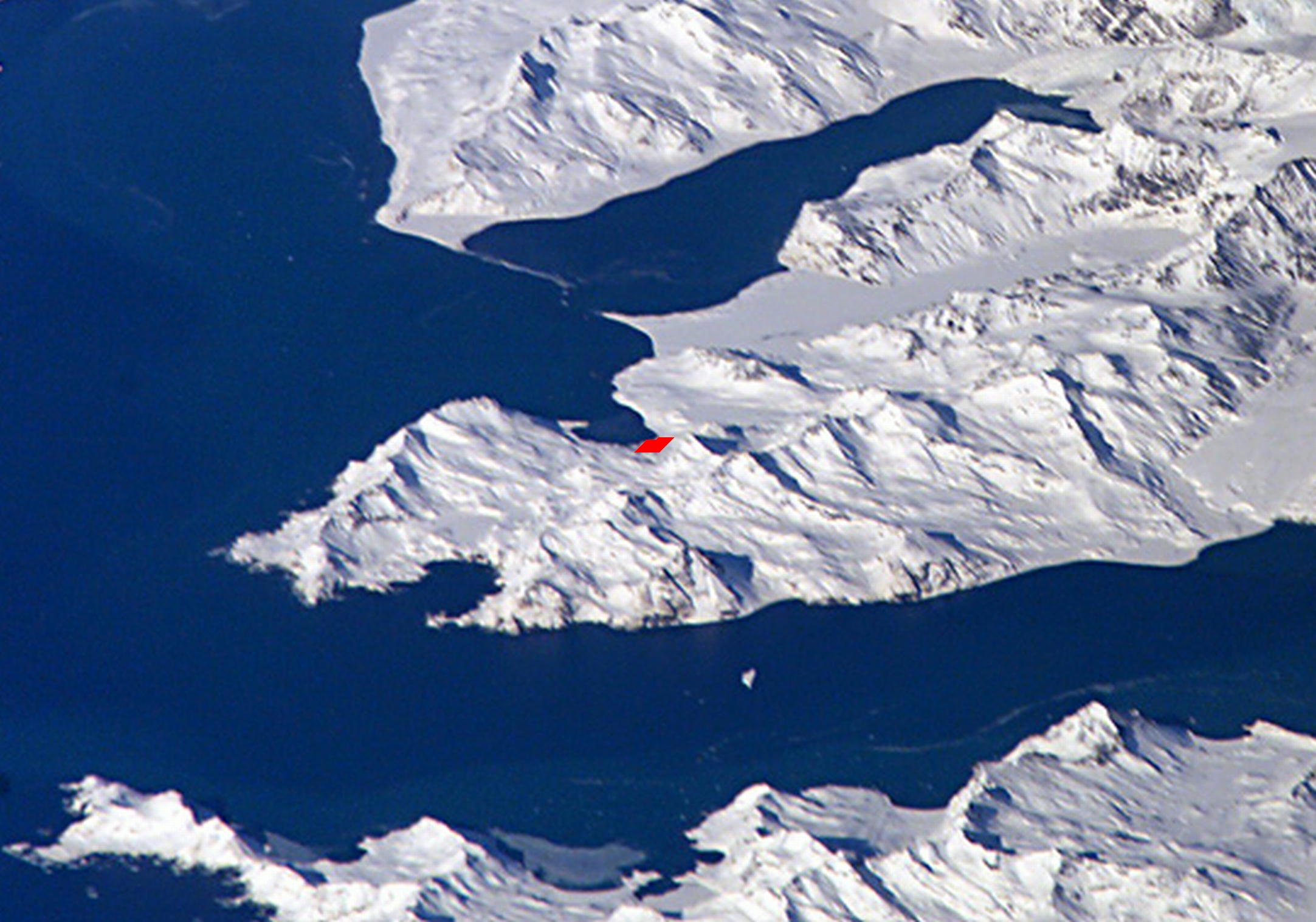
شبه جزیره تاچر و کینگ ادوارد پوینت با گریت ویکن

کینگ ادوارد پوینت (انگلیسی: King Edward Point)، پایتخت ایالت جورجیای جنوبی و جزایر ساندویچ جنوبی در سواحل شمال شرقی جزیره جورجیا جنوبی است. این منطقه در خلیج شرقی کومبرلند واقع شده‌است و گاهی با گریت ویکن اشتباه گرفته می‌شود.

## تاریخچه
این منطقه در سال ۱۹۰۱ کشف شد و در سال ۱۹۰۶ به افتخار شاه ادوارد هفتم یعنی «منطقه شاه ادوارد» نام گرفت.
کینگ ادوارد پوینت تا سال ۱۹۸۲ به‌طور مستمر در اختیار بریتانیا بود تا این که در ۳ آوریل ۱۹۸۲ در جریان جنگ فالکلند به تصرف ارتش آرژانتین درآمد. این حمله دیری نپایید که با حمله متقابل نیروهای مسلح بریتانیا دفع شد و کینگ ادوارد پوینت دوباره به پادشاهی متحد بریتانیا پیوست.

## موقعیت کنونی

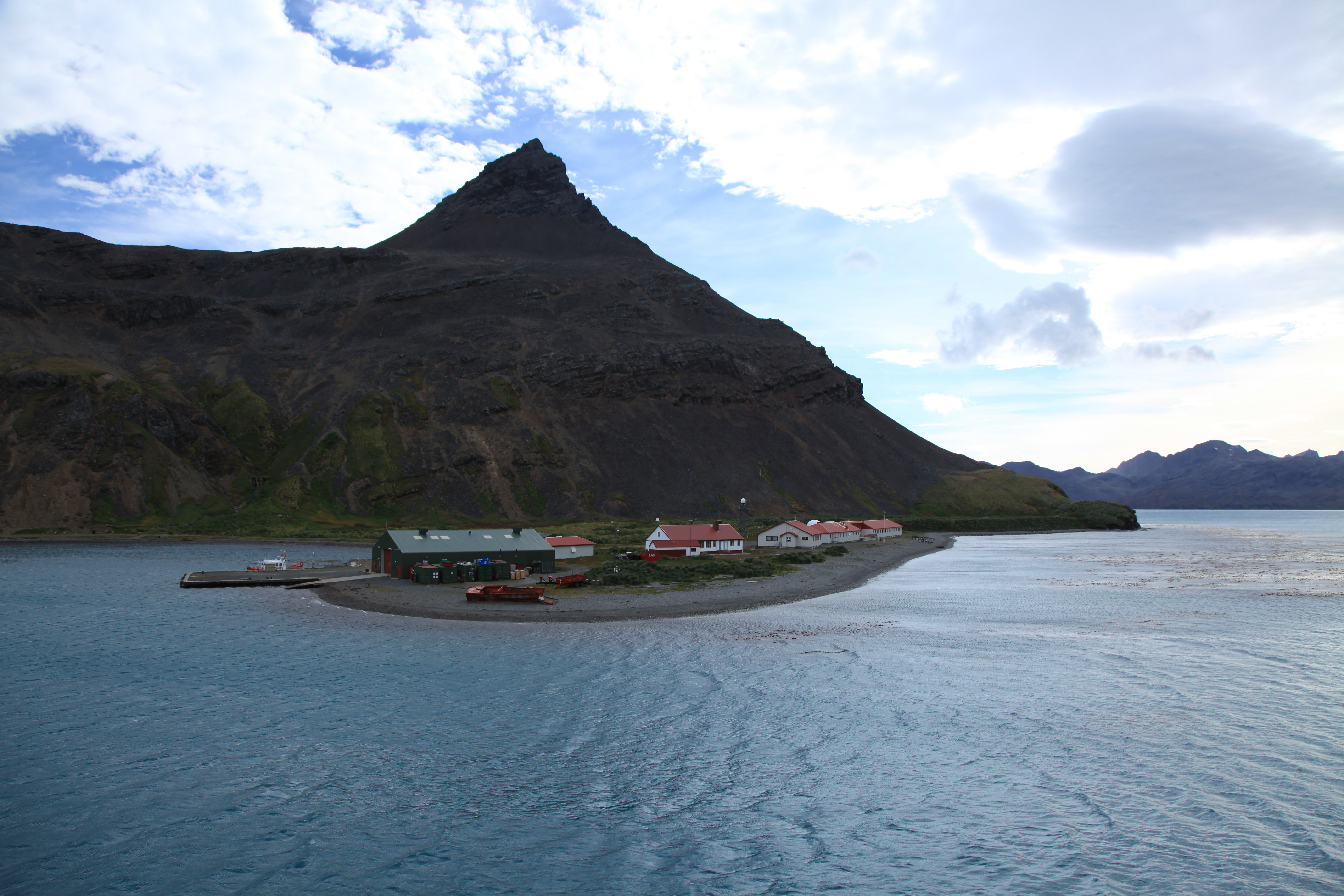
کینگ ادوارد پوینت در ۲۰۱۱

در حال حاضر ۱۸ انگلیسی در این منطقه زندگی می‌کنند و بر این اساس، کینگ ادوارد پوینت را می‌توان کم جمعیت‌ترین پایتخت جهان نامید. سکونت این افراد برای جلوگیری از ادعای دوبارهٔ آرژانتین نسبت به این سرزمین است که هنوز مورد مناقشه می‌باشد.